# باولا لوبيز
باولا لوبيز (4 يناير 1991 - ) (بالإسبانية: Paula López)‏ هي لاعبة كرة طائرة المكسيك.